# Saison 2025-2026 du Real Madrid
Dernière mise à jour : 19 août 2025.
Chronologie
Saison précédente Saison suivante
La saison 2025-2026 du Real Madrid est la 122e saison professionnelle du club et la 95e en première division espagnole. L'équipe madrilène participe également cette saison à la Coupe du Roi, à la Supercoupe d'Espagne et à la Ligue des champions de l'UEFA.

## Avant-saison

### Changement d'entraîneur
Le 23 mai 2025, à l'approche de la clôture de la saison 2024-2025, le club annonce le départ de son entraîneur Carlo Ancelotti après quatre saisons à sa tête,. Durant son mandat au Real Madrid, il enregistrée un bilan de 247 victoires, 50 matchs nuls et 53 défaites.
Deux jours plus tard, le 25 mai, la Casa Blanca officialise l’arrivée de Xabi Alonso à la tête de l’équipe. L’espagnol, qui avait quitté son précédent club, le Bayer Leverkusen, le 9 mai, avait conduit l’équipe à remporter sa première Bundesliga la saison précédente.

### Préparation
La reprise de l’entraînement a lieu le 4 août 2025, après le déplacement des joueurs aux États-Unis en juin et juillet pour disputer la Coupe du monde des clubs.

#### Un seul match amical
Après avoir disputé un total de six matchs en Coupe du monde des clubs et avoir été éliminé en demi-finales par le Paris Saint-Germain, le Real Madrid ne dispute qu’un seul match amical le 12 août contre le WSG Tirol. Les recrues estivales, à l’image de Dean Huijsen, Trent Alexander-Arnold et Álvaro Carreras, font leurs débuts sous les couleurs madrilènes, intégrées dans une défense aux côtés d’Éder Militão. Le match, disputé au Tivoli Stadion Tirol à huis clos, voit le Real prendre l’avantage à la suite d'une tête de Militão (10e minute), servi par Brahim Díaz. Deux minutes plus tard, Kylian Mbappé inscrit le deuxième but sur un enchaînement contrôle-frappe, avant de signer un doublé en seconde période (59e minute) et de délivrer une passe décisive à Rodrygo (81e).
| Mardi 12 août 2025 | WSG Tirol | 0 - 4   | Real Madrid                                                                                | Tivoli Stadion Tirol, Innsbruck                                       |                                                                       |
| 19 h heure locale  |           | (0 - 2) | 10e Militão (Díaz ) · 13e Mbappé (Güler ) · 59e Mbappé (Tchouaméni ) · 81e Rodrygo (Mbappé | Spectateurs : 15 732 Diffuseur : DAZN Arbitrage : Markus Hameter (en) | Spectateurs : 15 732 Diffuseur : DAZN Arbitrage : Markus Hameter (en) |

### Tableau des transferts

#### Transferts estivaux
| Nom                    | Nationalité | Poste        | Transfert                         | Provenance / Destination | Division      | Réf.   |
| ---------------------- | ----------- | ------------ | --------------------------------- | ------------------------ | ------------- | ------ |
| Arrivées (167,5 M€)    |             |              |                                   |                          |               |        |
| Dean Huijsen           | Espagne     | Défenseur    | Transfert (62,5 millions d'euros) | AFC Bournemouth          | P. League     | [ 10 ] |
| Álvaro Carreras        | Espagne     | Défenseur    | Transfert (50 millions d'euros)   | Benfica Lisbonne         | Liga Portugal | [ 11 ] |
| Franco Mastantuono     | Argentine   | Ailier droit | Transfert (45 millions d'euros)   | River Plate              | P. División   | [ 12 ] |
| Trent Alexander-Arnold | Angleterre  | Défenseur    | Transfert (10 millions d'euros)   | Liverpool FC             | P. League     | [ 13 ] |
| Gonzalo García         | Espagne     | Attaquant    | Promotion en équipe première      | Real Madrid Casilla      | P. Federación | [ 14 ] |
| Départs (2 M€)         |             |              |                                   |                          |               |        |
| Álvaro Rodríguez       | Uruguay     | Attaquant    | Prêt (2 millions d'euros)         | Elche CF                 | LaLiga        | [ 15 ] |
| Luka Modrić            | Croatie     | Milieu       | Transfert libre (gratuit)         | AC Milan                 | Serie A       | [ 16 ] |
| Reinier                | Brésil      | Milieu       | Transfert libre (gratuit)         | Atlético Mineiro         | Brasileirão   | [ 17 ] |
| Jesús Vallejo          | Espagne     | Défenseur    | Transfert libre (gratuit)         | Albacete Balompié        | LaLiga Hyp.   | [ 18 ] |
| Mario Martín           | Espagne     | Milieu       | Prêt                              | Getafe CF                | LaLiga        | [ 19 ] |
| Lucas Vázquez          | Espagne     | Défenseur    | Départ                            | Aucun club               | –             | [ 20 ] |

#### Transferts hivernaux
| Nom         | Nationalité | Poste | Transfert | Provenance / Destination | Division | Réf. |
| ----------- | ----------- | ----- | --------- | ------------------------ | -------- | ---- |
| Arrivées () |             |       |           |                          |          |      |
| Départs ()  |             |       |           |                          |          |      |

## Compétitions
| 8e (en cours)    | Phase de ligue (à venir) | À venir (à venir) | Demi-finales (à venir) |
| 1V 0N 0D         | 0V 0N 0D                 | 0V 0N 0D          | 0V 0N 0D               |
| Total : 1V 0N 0D |                          |                   |                        |

### Championnat d'Espagne
La Liga 2025-2026 est la quatre-vingt-quinzième édition du championnat d'Espagne de football, ainsi que la troisième où elle a pour sponsor principal la marque de jeux vidéo EA Sports, donnant l'appellation « LaLiga EA Sports » depuis 2023. Le championnat oppose vingt clubs dans une série de trente-huitrencontres, chaque club se rencontrant à deux reprises. Les six meilleurs de ce championnat se qualifient pour les coupes d'Europe. Les quatre premiers sont qualifiés pour la phase de ligue de la Ligue des champions, le cinquième pour la Ligue Europa et le sixième pour les tours de barrages de la Ligue Conférence. Cette saison, le championnat d'Espagne commence le 15 août 2025 et s’achève le 24 mai 2026.

### Ligue des champions
La Ligue des champions 2025-2026 est la soixante-et-onzième édition de la Ligue des champions, la plus prestigieuse des compétitions européennes inter-clubs. La compétition se déroule en deux phases. La première est une phase de ligue comprenant huit matchs disputés contre huit adversaires tirés au sort. À l’issue de cette phase, un classement est établi ; les huit premiers se qualifient directement pour la phase à élimination directe, tandis que seize équipes suivantes passent par des barrages, dont sortiront huit qualifiés et huit éliminés.

### Supercoupe d'Espagne
La Supercoupe d'Espagne 2025-2026 est la quarante-deuxième édition de la Supercoupe d'Espagne, une compétition opposant le vainqueur du Championnat d'Espagne au vainqueur de la Coupe d'Espagne, disputée en matchs aller-retour. Le Real Madrid commence la compétition en demi-finales contre l'Atlético de Madrid.

## Statistiques

### Bilan collectif
| Compétition          | Débute au tour | Termine  | Matches joués | Gagnés | Nuls | Perdus | Buts pour | Buts contre | Différence |
| -------------------- | -------------- | -------- | ------------- | ------ | ---- | ------ | --------- | ----------- | ---------- |
| Liga                 | 1re journée    | En cours | 1             | 1      | 0    | 0      | 1         | 0           | +1         |
| Ligue des champions  | Phase de ligue | En cours | 0             | 0      | 0    | 0      | 0         | 0           | 0          |
| Coupe d'Espagne      | À venir        | En cours | 0             | 0      | 0    | 0      | 0         | 0           | 0          |
| Supercoupe d'Espagne | Demi-finales   | En cours | 0             | 0      | 0    | 0      | 0         | 0           | 0          |
| Total                | —              | —        | 1             | 1      | 0    | 0      | 1         | 0           | +1         |